# フルセット!
『フルセット!』は、梅田阿比によるスポーツ漫画。『週刊少年チャンピオン』（秋田書店）2007年22・23合併号から2008年15号まで連載された。単行本は全5巻。

## あらすじ
田舎にある糸花市立杉原中学校に、虚弱な少年・入谷火野（主人公）が転校してきた。
杉原中には全生徒が強制的に運動部に入部する決まりがあり、入谷の担任・塩井は、彼の性格・状況を踏まえバレー部を薦める。入谷は「自分に向いている運動部」と思い込み素直に喜ぶが、実態は運動部に入りたくない生徒の逃げ場である園芸部だった。しかも人数は、彼を含め6人ギリギリな上、部員の中で唯一のまともなプレーヤーである会田は愛想を尽かして他の運動部の助っ人をしており、バレー部には顔も出さない状態。
入谷は自らを変えるため、一人バレーボールに打ち込む。折りしも、学校側が「成果を出せない部は廃部」という方針を打ち出したため、バレー部は廃部の危機を迎えていた。入谷の熱意は周囲を動かし、他の部員も熱心に練習に取り組む様になった。
市大会初日、初戦・柾中戦で会田が遅刻。これで一敗も出来なくなった杉中であるが、これまでの特訓と会田の活躍によって、辛くもいばら中・漆野中に勝利するが、入谷は足を負傷してしまう。対桐条中戦では、頼みのエース会田が集中的に狙われ、まったく反撃できなかった。懸命にボールを繋ぎようやく1点を返すが、入谷がついに倒れてしまい、試合を棄権することになってしまった…
バレーボールを通して、主人公やチームメイトの成長を描く。

## 登場人物

### 杉原中学校

#### 男子バレー部
実態は園芸部。ほとんどが2年生。
入谷 火野（いりや ひの）
小柄で虚弱体質だが、自分を変えたいと思っている。努力家。寮生であり、徹夜練習の甲斐もあってセッターのスキルを向上させる。
病弱なため前の学校では浮き、クラスに居場所が無く不登校になってしまったため、転校の道を選んだ。右手・右膝に階段から落ちた際の傷跡がある。
2年2組、血液型はA型。
背番号は5。ユニフォームはセッター君（カカシ）が着ていたものを真木が繕った。
会田 雅矢（あいだ まさや）
長身かつ驚異的な運動能力を持つ。小学生時代から"古森スカイクラブ"でバレーを始め「奇跡のエース」の異名も持つ程だったが、進学した杉原中学のバレー部に失望し他の部活の助っ人をしていた。しかし誰よりもバレーに対する愛着はあり、市大会が最後のチャンスかも知れないと出場をする。入谷が彼にトスが出来ることが分かって後は、水を得た魚の様に活躍した。
小学生時代から自己中心的なワンマンぶりが目立つが、市大会を通じチームメイトに対する意識も変化する。
かなりのナルシストであり、自らのテーマソング「会田君のうた」を口ずさんでいる。単純でおだてに弱い性格。
父親とは死別し、病弱な母・佑梨との母子家庭。
2年1組、血液型はB型。
背番号は1。
深山（みやま）
やや気が強く、高みの見物をしているような面もある。市大会後は、自らスパイクが打てるよう、熱心に練習に取り組む。
虫などのゲテモノが大好き。一方、小学生時代にドッジボールで集中攻撃を浴びた経験から、ボール恐怖症。
少なくとも3人の弟妹がいる。白川舞とは幼なじみ。
2年2組、血液型はO型。
背番号は2。
真木（まき）
女性的な顔をしており、趣味や普段の言動も少女趣味だが、キレると男言葉になる。試合中はタオルをズボンに挟んでいる。
2年2組、血液型はA型。
背番号は3。
菊地（きくち）
唯一の3年生で部長。杉原中学一の秀才だが、同時に一番の運動音痴。キャプテンかつ最上級生でありながら、チームに全く貢献できていないことに責任を感じている。
背番号は4。
上泉 森（かみいずみ しん）
色黒で、常に裸足（試合も、審判の許可を得て裸足で出場）。人数の少ない分校の出身で、赤面症かつ極度の人見知りなため無口。
ポジションはリベロ（守備専門）。守備範囲はかなり広い。
背番号は6。愛称はカミ（カミくん、カミちゃん）、1年生。

#### 教師
塩井（しおい）
入谷の担任の女性教師。入谷を心から理解し支える人物。入谷がバレー部に入るきっかけを作った。陸上部の顧問をしている。
屋代（やしろ）
男子バレー部顧問の男性教師。面倒なことが嫌いなので、廃部になる事を喜んでいた。しかし、生徒が真剣に試合に臨む姿を目の当たりにし、徐々に応援をはじめる。市大会後は、自ら練習メニューを考案するなど、積極的に指導している。
塩井の高校時代の後輩。

#### 女子バレー部
日野 灯（ひの あかり）
2年生でセッター。美人のため、男子からの人気も高い。
「セッターは初心者ができるポジションではない」と一度は突き放すが、夜遅くまで練習を続ける入谷の姿を見て、男子バレー部のコーチを引き受ける。
2年1組、寮生。
北原 翼佐（きたはら つばさ）
2年生でレフト。勝気な性格で、日野のボディガード的存在。
2年2組。
白川 舞（しらかわ まい）
2年生でリベロ。灯・翼佐と共に男子バレー部に協力している。
深山とは幼馴染。

### いばら中学校
西内（にしうち）
キャプテン。言葉使いは礼儀正しい。背番号は3。
大川（おおかわ）
背番号1。
試合後は、杉原中の悪口を言う柾中の選手に対し怒りを抱く等、正義感の強い一面も。

### 漆野中学校
園部 竜（そのべ りゅう）
転校をきっかけに、自分を変えようとバレーを始めた。2年生ながらキャプテンを務める。非常に目立ちたがりな性格で、市大会初日に会田に宣戦布告した。そうした行動が災いして、試合途中で交代させられるが再び出場。
桐条戦で意気消沈した会田に、観客席から活を入れた。
背番号は1。

### 桐条中学校
相馬 潤（そうま じゅん）
小学生時代は"三弥原リーダーズ"に所属。ライバルだった会田の態度に反感を持っていた。
2年生、背番号は13。
竜野（たつの）
2年生。小学生時代は"三弥原リーダーズ"に所属。

### その他
松根（まつね）
小学校教諭で、上泉の小学校時代の担任。分校ゆえ、上泉と2人だけでバレーに取り組んでいた。やややつれている。
会田 佑梨（あいだ ゆり）
会田雅矢の母。
夫と死別したため、工場の夜勤などをしながら雅矢を育てている。経済的事情から息子をバレーの強い私立中に行かせられなかった事を、申し訳なく思っている。
久坂（くさか）
元Vリーガーで、会田佑梨とは親友。夫とともにキャンプ場を経営している。
久坂 弓（くさか ゆみ）
口が悪く、いわゆる小悪魔タイプの少女。長年白い下着を愛用している。
中学ではバレーボール部であったが、チームメイトからシカトなどのいじめを受け、不登校になっていた。親友の友花子からもらったミサンガを大切にしている。
友花子（ゆかこ）
弓の親友だが、自分が次のいじめの標的となることを恐れ、弓に対するいじめに消極的ながら加担していた。
入谷 紘子（いりや ひろこ）
入谷火野の母。
以前火野が通っていた中学校でのいじめの実態を知り、火野を杉原中学校に転入させた。

## その他
- 本作のタイトルは、作者の父親が即興で付けたという。真木のキャラクター像は母のアドバイスによるもの、糸花市のキャラクター「いとちゃん」は妹のアイディアによるもの。